# Rotbeiniger Kolbenbuntkäfer
Der Rotbeinige Kolbenbuntkäfer (Necrobia rufipes), auch Koprakäfer oder Rotbeiniger Schinkenkäfer genannt, ist ein Käfer aus der Familie der Buntkäfer und der Unterfamilie Korynetinae. Die drei Arten der Gattung Necrobia sind alle auch in Mitteleuropa zu finden und durch ihre Färbung leicht zu unterscheiden. Es besteht jedoch Verwechslungsgefahr mit Arten der Gattung Korynetes.
Der weit verbreitete Käfer gilt in Deutschland als nicht gefährdet. Er hat als Lebensmittelschädling an Fisch, Fleischwaren und Kopra Bedeutung und spielt in der Forensischen Entomologie eine Rolle. Die Tatsache, dass der Käfer verschiedentlich in ägyptischen Mumien gefunden wurde, wirft ein weiteres interessantes Licht auf ihn. Ein Problem stellt die Vernichtung von Populationen dar, die sich in Museen eingenistet haben.

## Bemerkungen zum Namen
Der Artname rufipes (von lat. „rūfus“ für „rot“ und „pēs“ für „Bein“) benennt wie der erste Teil des deutschen Namens die roten Beine der Art, durch die sich die Käfer vom Blauen Kolbenbuntkäfer unterscheiden. Der Gattungsname Necróbia ist nach Schenkling von altgr. νεκρός nekrós, tot und βίος. bíos, Wohnort abgeleitet und besagt, dass die Vertreter der Gattung an oder in tierischen Stoffen leben. Nach französischen Quellen würdigt der Namen (nekrós der Tote, βίος. bíos das Leben, „dem Toten das Leben“) den Umstand, dass der Käfer Necrobia ruficollis dem französischen Entomologen Latreille das Leben rettete. Latreille gehörte zu den konservativen katholischen Geistlichen, die sich während der Französischen Revolution weigerten, die Zivilverfassung des Klerus anzuerkennen, und er sollte deswegen nach Französisch-Guayana deportiert werden. Im Gefängnis von Bordeaux fand er 1794 den ihm noch unbekannten und von Fabricius 1775 als Dermestes ruficollis beschriebenen Käfer und konnte anhand des Fundstücks über den Gefängnisarzt eine Verbindung zu dem noch jungen Koleopterologen Bory de Saint-Vincent herstellen. Diesem gelang es unter Einschaltung verschiedener Persönlichkeiten, in letzter Minute die Freilassung von Latreille zu erwirken. Latreille war bereits auf ein Schiff gebracht worden und konnte dieses auf einem Ruderboot verlassen, kurz bevor es sank, wobei alle Gefangenen den Tod fanden. Latreille trennte bei der Sichtung der Sammlung von Fabricius einige Arten, zu der auch Dermestes ruficollis gehört als neue Gattung Necrobia von der Gattung Dermestes ab. Er veröffentlichte den Namen Necrobia 1796, markierte ihn durch einen Stern als neue Gattung und ordnete diese hinter der Gattung Clerus ein. Sein Freund und Gönner Olivier übernahm den Namen unter Erwähnung Latreilles als Urheber jedoch bereits 1795 und stellte Necrobia zusammen mit Clerus unter die Nummer 76.
Der Namensteil „Schinkenkäfer“ (engl. hambeetle) ist dadurch zu erklären, dass die Art hauptsächlich in Nordamerika in großem Umfang an Schweineschinken schädlich wurde. Der Name Koprakäfer ist auf sein massiven Auftreten in wärmeren Klimaten am Kernfleisch von Kokosnüssen zurückzuführen. Der Namensteil „Kolbenbuntkäfer“ ist durch seine kolbenförmigen Fühler und seine Zugehörigkeit zu den Buntkäfern erklärbar.
Die 1775 von De Geer unter dem Namen Clerus rufipes erstmals beschriebene Art hat zahlreiche Synonyme:
- Necrobia aspera Walker 1858
- Necrobia cupreonitens Lauffer 1905
- Tenebrio dermestoides Piller&Mitterpacher
- Corynetes flavipes Klug 1842
- Corynetes glabra Jurin apud Champollion 1814
- Necrobia mumiarum Hope 1834
- Necrobia pilifera Reitter 1894
- Corynetes reticulata Klug 1882
- Necrobia amethystina Stephens 1832
- Necrobia foveicollis Schenkling 1900[1]

Die Form Necrobia pilifera (von lat. „pílus“ für „Haar“ und „fero“ für „ich trage“) beschreibt lediglich die Weibchen, die sich durch borstenförmig abstehende Haare von den Männchen unterscheiden.

## Merkmale des Käfers
| |                                                      |
| Abb.1: Aufsicht ♂ | Abb.2: Kopf von vorn                                 |
| |                                                      |
| Abb.3: Unterseite | Abb.4: Seitenansicht                                 |
| |                                                      |
| Abb.5: Ausschnitt Flügeldeckenbehaarung, oben dop- pelte Behaarung beim Weibchen, unten einfache Be- haarung beim Männchen, (Körperende rechts) |                                                      |
| |                                                      |
| Abb.6: Fühler | Abb.7: Hintertarsus, Glie- der verschieden koloriert |

Der Käfer wird nur vier bis fünf Millimeter lang, die Männchen sind durchschnittlich etwas kleiner als die Weibchen. Der Käfer ist etwa dreimal so lang wie breit. Die größte Breite erreicht er im letzten Körperviertel. Die Oberseite ist metallisch blau bis blaugrün oder grün, die Beine und die Fühlerwurzel blassgelb bis rotbraun, die Unterseite blauschwarz (Abb. 3). Der Halsschild und die Flügeldecken sind mäßig dicht, der Kopf weniger dicht punktiert. Die Behaarung der Flügeldecken unterscheidet sich bei Männchen und Weibchen.
Der zerstreut punktierte dreieckige Kopf mit den vorgewölbten Augen ist nach unten gesenkt und etwas in den Halsschild zurückgezogen. Das Endglied der Kiefertaster ist nicht wie bei Korynetes beilförmig, sondern spindelförmig und abgestutzt (in Abb. 2 erkennbar). Auch das Endglied des Lippentasters ist spindel- bis zylinderförmig und abgestutzt. Die elfgliedrigen Fühler (Abb. 6) sind an der Basis rotbraun, werden dann zunehmend dunkler und enden in einer dreigliedrigen schwarzen, breiten Keule. Deren Endglied ist an der Spitze schwach ausgerandet, etwa gleich breit wie lang und grob doppelt so groß wie das vorletzte Fühlerglied.
Der Halsschild ist seitlich gleichmäßig konvex gekrümmt und breiter als lang. Vorn ist er etwa so breit wie der Kopf hinter den Augen und an der Basis deutlich breiter als der Kopf über den Augen gemessen. Die Basis und die Seiten des Halsschildes sind gerandet. Die Hinterecken sind stumpf verrundet, die Basis leicht konvex gekrümmt. Die mäßig grobe Punktierung ist zerstreut und an den Seiten dichter als auf der Scheibe.
Die Flügeldecken sind gemeinsam breiter als der Halsschild, verbreitern sich nach den Schultern nur wenig und erreichen die größte Breite in der hinteren Hälfte. Sie enden gemeinsam etwa halbkreisförmig gerundet. Acht bis neun Punktreihen können deutlich bis erloschen ausgebildet sein. Die Zwischenräume sind ziemlich dicht und fein punktiert. Bei den Männchen ist die Behaarung einfach und besteht aus nach hinten geneigten dunklen Haarborsten (Abb. 5 unten), beim Weibchen ist sie doppelt. Bei ihm stehen zwischen aufgerichteten schwarzen Haarborsten dichter nach hinten geneigte hellere Haare (Abb. 5 oben). Experimentelle Befunde legen nahe, dass die Männchen die Weibchen an den aufrechten schwarzen Haaren der Flügeldecken erkennen. Außerdem hilft die Behaarung der Weibchen den Männchen, nach Einnahme der Kopulationsstellung diese leichter beizubehalten. Das Schildchen ist quer und schmal.
Die behaarten Beine sind rotbraun. Die Tarsen sind alle fünfgliedrig, erscheinen jedoch viergliedrig, da das vierte Glied (in Abb. 7 rot) klein ist und an der Basis des Klauenglieds in der Aushöhlung des dritten Glied versteckt liegt. Das erste bis dritte Tarsenglied trägt auf der Unterseite lamellenartige Polster. Die langen Klauen tragen an der Basis zahnartige Anhänge.
Der Geschlechtsapparat des Männchens wurde von Özdemir und Sert beschrieben.

## Larve
Die Larven (Bilder unter Weblinks) sind langgestreckt und mäßig behaart. Sie tragen drei gegliederte Beinpaare. Nur der Kopf, die Beine, die Oberseite des ersten Brustsegments und des ersten Hinterleibssegmentes sowie ein Teil des letzten Hinterleibssegmentes sind sklerotisiert und braun, der übrige Körper ist weichhäutig. Die Oberlippe ist dreimal so breit wie lang. Die Oberkiefer tragen keinen gezähnten Innenrand. Der Unterkiefer ist nur wenig unter den Kopf zurückgezogen. Cardo und Stipes sind etwa gleich groß. Das Hinterleibsende trägt einen zangenförmiger nach oben gebogenen paarigen Anhang (Urogomph), dessen Äste einen Winkel von sechzig Grad bilden. Der Urogomph entspringt eine sklerotisierten Platte, die die Basis des letzten Abdominalsternits nicht bedeckt und vor dem Urogomph keine Anhänge (Praegomph) aufweist. Sie ist 1,5 Mal so breit wie lang. Im letzten Stadium erreicht die Larve eine Länge von zehn Millimeter. In Amerika nennt man die Larve in Kreisen der Fleischindustrie „paperworm“ („Papierwurm“).

## Ei
Die bananenförmigen Eier sind bei einem Durchmesser von etwa einen Viertel Millimeter knapp einen Millimeter lang. Sie sind leicht gekrümmt, glatt, glänzend, etwas durchscheinend und kleben auf dem Untergrund. Nach wenigen Tagen wird die Pigmentierung der embryonalen Augen und Mundwerkzeuge und der Körperenden sichtbar. Die Eier älterer Weibchen fallen häufig innerhalb weniger Stunden seitlich zusammen und entwickeln sich nicht weiter.

## Biologie

### Vorkommen
Die Imagines werden häufig zusammen mit dem Blauen Kolbenbuntkäfer gefunden. Die Tiere können fliegen und suchen so für die Fortpflanzung geeignete Orte auf. Sie landen nahe am Objekt und nähern sich diesem krabbelnd. Gewöhnlich bewegen sich die Käfer flink laufend fort. Bei Berührung können sie sich für kurze Zeit tot stellen. Werden sie festgehalten, verbreiten sie einen sehr unangenehmen Geruch, der jedoch nicht lange anhält. Sie sind scheu und suchen das Dunkle, können aber im Labor durch Füttern an Licht gewöhnt werden.
Man findet die Art in warmen Klimaten im Freien an Kadavern oder im Boden, der durch Verwesungsprodukte durchtränkt wurde, aber auch häufig auf Müllplätzen, in Gärten, in Lagerhäusern, Silos oder in Häusern. Die Larven entwickeln sich in einem Milieu mit tierischem oder pflanzlichem Fett und werden dabei in vielfälter Art schädlich. Die Art findet sich beispielsweise an Dörrfleisch, Speck, Trockenfisch, geräuchertem Fisch, Knochenmehl, Käse, Trockeneigelb, Cashew-Nüssen, Kopra oder Kernen der Ölpalme, getrockneten Feigen, Tierfutter oder an Sammlungsgegenständen in Museen. Die Käfer können auch die Kokons des Seidenspinners zerstören. Auf die Schädlichkeit weisen die Namen Schinkenkäfer und Koprakäfer hin.  Der Käfer wurde auch mehrmals im Innern ägyptischer Mumien gefunden, besonders im Schädel. Der älteste belegte Fundort ist das Grab von Ramses II. in Ägypten.

### Ernährung
Die Käfer wie auch die Larven sind sowohl räuberisch als auch Aasfresser. Bei den Käfern wurde auch Kannibalismus an den eigenen Eiern oder Larven beobachtet. Bei Nahrungsentzug sterben die adulten Tiere nach zwei bis drei Wochen. Im Labor lebte ein adultes Männchen 430 Tage lang.

### Entwicklung allgemein
Die Eier werden in Gruppen in Spalten der Substratoberfläche abgelegt und kleben dort fest. Die Eiablage erfolgt bei Dunkelheit, die Spalten werden so eng gewählt, dass die Männchen nicht mit ihren Oberkiefern eindringen können. Über die Anzahl der Eier gibt es widersprüchliche Angaben, bei günstigen Bedingungen kann sie jedoch sehr hoch (über zweitausend) sein.
Nach einigen Tagen ist die Embryonalentwicklung abgeschlossen. Durch heftige Bewegungen brechen die Tuberkel auf dem Hinterleib der Larve die Eihülle an einem Ende auf, während am anderen Ende das Ei mit den Kiefern aufgebissen wird. Häufig bleibt die Larve noch einige Stunden in der Eihülle liegen und frisst davon. Nach dem Schlüpfen frisst die Larve die Reste des Eis meist vollständig auf. Sie beknabbert dabei auch benachbarte Eier und Eihüllen. Anschließend bohren sich die Larven ins Substrat oder verkriechen sich nach Möglichkeit.
Gesunde Larven können sich relativ schnell bewegen. Fliegenmaden werden überwältigt, indem sich die Käferlarve darin verbeißt. Die Made versucht, durch heftige Bewegungen die Käferlarve weg zu schleudern, aber die Larve lässt nur selten los, sondern wartet gewöhnlich, bis die Made ermattet. In der Regel können drei bis vier Larvenstadien unterschieden werden.
Zur Verpuppung verkriechen sich die Larven in Spalten des Substrats oder sie verlassen das Substrat und verkriechen sich in der Nähe. Dann fertigen sie einen Kokon, wozu sie etwa einen Tag benötigen. Zuerst werden die Öffnungen des Spalts mit einem weißen Sekret verschlossen, das die Larve in kleinen schaumigen Tröpfchen erbricht, dann wird die ganze Kammer ausgekleidet. Die Larve geht dabei sehr gezielt vor. Die Tröpfchen werden einzeln abgegeben und erhärten schnell zu einer bläschenförmigen Masse. Erst dann fügt die Larve an geeigneter Stelle das nächste Tröpfchen an und mauert so systematisch die Spalte zu. Gewöhnlich liegt die Larve gekrümmt in der Kammer, bei genügend Platz auch gestreckt.
Einige Tage nach Fertigstellung der Puppenkammer verkürzt sich die Larve. Der Kopf nimmt eine starre Haltung rechtwinklig zur Körperachse ein (Vorpuppe). Nach wenigen Tagen platzt die Larvenhaut und die Vorpuppe häutet sich zur Puppe. Diese kann lediglich den Hinterleib bewegen. Durch zappelnden Bewegung des Hinterleibs wird die alte Larvenhaut zur Spitze des Hinterleibs befördert, wo sie hängen bleibt. Ungeschützte Puppen werden ohne Zögern von adulten Käfern verzehrt, welche auch versuchen, in die Puppenkammer einzudringen. Vorpuppenstadium und Puppenstadium sind etwa gleich lang, gemeinsam durchschnittlich 13 Tage.
Etwa zwei Tage nachdem die Imago geschlüpft und ausgefärbt ist, beißt sie ein unregelmäßiges Loch in die Puppenhülle und verlässt diese. Die Paarung erfolgt, sobald sich zwei Geschlechtspartner treffen. Während der langen Periode der Eiablage findet die Paarung mehrmals statt. Im Labor können begattete Weibchen jedoch auch in Abwesenheit von Männchen noch mehrere Monate die Eiablage fortsetzen.
Im Labor bei 30 °C und einer Luftfeuchtigkeit von 80 % und abwechselnd acht Stunden Licht, 16 Stunden ohne Licht legten die Weibchen zwischen 72 und 107 Eier, die nach etwa 4 Tagen schlüpften. Die Larvalentwicklung dauerte zwischen 27 und 37 Tagen, das Puppenstadium durchschnittlich fast zehn Tage. Weibliche Tiere leben zwischen 21 und hundert Tage lang, die Männchen durchschnittlich etwas kürzer (49,5 Tage).
In einem weiteren Versuch konnten fünf Larvenstadien unterschieden werden, die einen Zeitraum von etwa sechzig Tagen überdeckten. Es folgte ein zwei bis fünf Tage dauerndes Vorpuppenstadium. Das Puppenstadium dauerte etwas über sechs Tage. Eier und junge Larven wurden von einer Milbenart gefressen. An erkrankten Larven wurden Bakterien und Pilze festgestellt.
In Japan wurden im Dezember Imagines, Larven des letzten Stadiums und Larven früherer Stadien gesammelt und anschließend weiter gezüchtet. Die Ergebnisse zeigten, dass in Zentraljapan die Art im Jahr zwei Generationen hervorbringen kann, wobei die Imagines der ersten Generation im Mai und Juni erscheinen, die der zweiten Generation von September bis November. Die Überwinterung erfolgt dann als Larve.

#### Schädigung von Kopra
Die Versuche zur Entwicklung des Käfers auf Kopra zeigen, dass seine Zucht bei Anwesenheit von tierischer Nahrung wesentlich erfolgreicher ist als auf frischer und sauberer Kopra. So wurde die Eiablage der Weibchen durch Zugabe von zerdrückten Larven des Käfers Carpophilus dimidiatus ganz wesentlich erhöht, ebenso verkürzte sich die Entwicklungszeit von Larve und Puppe auf fast die Hälfte. Die günstigsten Bedingungen für die Entwicklung von Necrobia rufipes lagen in Versuchsreihen bei 30 °C und 64 % bis 70 % Luftfeuchtigkeit und Anwesenheit von Carpophilus diminiatus. Die Entwicklung von der Larve bis zum Käfer dauerte dann durchschnittlich etwas unter 38 Tagen, während bei Abwesenheit von Carpophilus die Entwicklung unter günstigsten Bedingungen durchschnittlich über 66 Tage dauerte, unter ungünstigen Bedingungen konnten die Tiere die Entwicklung bis zur Imago nicht abschließen.
Die Larve dringt fast ausschließlich zum Zweck der Verpuppung in die Kopra ein. Dies und ein Vergleich der Häufigkeit des Käfers bei verschiedenen Zuständen des Substrats (Frischegrad, Feuchtigkeitsgrad, Verschmutzungsgrad) legen den Schluss nah, dass der Käfer in erster Linie räuberisch auf Kopra vorkommt und deswegen eher als lästiges Insekt und nicht als Schädling gesehen werden sollte. Der Grad des Nutzens durch Vernichten anderer Insektenlarven ist unbekannt.
Es besteht ein indirekter Zusammenhang zwischen den Schimmelpilzen der Gattung Aspergillus und der Entwicklung des Käfers. Die Pilze tauchen auf, wenn die Copra nicht genügend getrocknet ist. Bei Anwesenheit der Pilze erscheinen unter anderen Pilzfressern auch der Käfer Carpophilus dimitiatus. Dessen Larven gehören wie bereits erwähnt zum Nahrungsspektrum des Rotbeinigen Kolbenkäfers. Auf ausreichend getrockneter Kopra zeigt sich der Koprakäfer seltener.

#### Schädigung von getrocknetem Fisch
Die Imagines nähern sich fliegend oder krabbelnd. Sie fressen auf der Oberfläche. Die Eiablage erfolgt in Risse der Haut. Die Larven bohren sich tief ins Fischfleisch. Sie fressen sowohl das Fischfleisch als auch die Larven verschiedener Fliegenarten und die Larven verschiedener Arten der Käfergattung Dermestes. Man kann drei bis vier Larvenstadien unterscheiden. Das letzte Larvenstadium fertigt einen Kokon innerhalb des Fisches oder in einer Erdspalte außerhalb des Fisches. Die Entwicklung bis zum Imago dauert je nach Nahrungsangebot, Temperatur und Feuchtigkeit sechs Wochen oder länger. Das Optimum für eine schnelle Entwicklung liegt zwischen 30 und 34 °C. Unter 22 °C ist keine Entwicklung mehr möglich, bei über 40 °C wird Neubefall unwahrscheinlich und der Befall nimmt nicht zu. Unter für den Käfer günstigen Bedingungen kann der Befall innerhalb eines Monats auf etwa das fünfundzwanzigfache steigen.
Der Befall durch den Käfer führt zu einem Verlust an Masse des Fischfleisches, außerdem zu einer Veränderung der Fischkonsistenz und zur Qualitätsminderung durch Larvenhäute und sonstige Insektenreste. Der Schaden wächst natürlich mit der Länge der Lagerung. Bei gleichzeitigem Befall des Fisches mit Larven der Gattung Dermestes ist der Schaden durch Dermestes deutlich gravierender als der durch den Schinkenkäfer hervorgerufene Schaden.
Der Erstbefall kann durch entsprechende Verpackung verhindert oder zumindest erschwert werden. Abkühlung, stärkere Trocknung, Salzung oder Temperaturen über 45 °C verhindern oder verringern den Befall.

#### Schädigung von Fleischprodukten
Der Käfer stellt sich ein, wenn durch Trocknung (Dörrfleisch) oder Räucherung der Wassergehalt des Fleisches beträchtlich gesenkt ist. Bei 44 Paaren wurden im Mittel im Versuch pro Weibchen über tausend Eier gezählt. Die Käfer fressen nur oberflächlich, die Larven dringen in das Lebensmittel ein. Anfangs liegen ihre Fraßgänge unter der Haut. Später dringen sie tiefer hauptsächlich in die fetten Partien des Fleisches ein.
Die Art bevorzugt gewisse Fliegenlarven gegenüber dem Speck selbst und wirkt so durchaus auch nützlich. Werden den Larven ausschließlich Larven der Käsefliege Piophila casei oder ausschließlich Speck als Nahrung geboten, sind die Zuchterfolge minimal. Gute Zuchterfolge wurde jedoch erzielt, wenn Speck, Fliegeneier und Fliegenlarven gemeinsam als Nahrung zur Verfügung standen. Zur Verpuppung stellt die Larve die Nahrungsaufnahme ein und verlässt das befallene Fleisch.
Bei früh entdecktem Befall kann man die befallenen Teile meist ausschneiden.

#### Schädigung von Kulturgut
Befallene Museumsgegenstände wurden bisher erfolgreich behandelt, indem man sie in dichten Behältern Brommethan aussetzte. Da dieses Gas jedoch die Ozonschicht schädigt, wird nach Alternativen gesucht.
Begasungsexperimente mit Sulfurylfluorid zur Vernichtung im Museum etablierter Populationen ergaben, dass Puppen und Imagines bereits bei einer Konzentration von 4,7 g/m³, Larven bei einer Konzentration von 5,7 g/m³, Eier dagegen erst bei einer Konzentration von 24 g/m³ zu 100 % innerhalb 48 Stunden abgetötet wurden. Dagegen konnte die Milbe Tyrophagus putreminiae selbst bei über vierfacher Konzentration nicht vollständig vernichtet werden. Bei Brommethan dagegen reagierten die Eier empfindlicher auf Begasung als die Larven. Auch die Begasung mit Monophosphan war sehr effektiv, insgesamt wurden die guten Ergebnisse von Brommethan in beiden Fällen jedoch nicht erreicht. Die Begasung mit Ozon oder Kohlendioxid ist nicht effektiv.

#### Bemerkungen zur Forensik
Nach Dermestes maculatus ist Necrobia rufipes gewöhnlich in wärmeren Klimaten der häufigste Käfer an Kadavern. Bei warmer Witterung erscheint er ab dem 6. Tage nach dem Tod. Je nach Jahreszeit und Umständen kann diese Erstbesiedlung während oder nach dem Stadium der Glykolytischen Gärung liegen. Die Art verbleibt am Aas, auch nachdem die Fliegenlarven den Kadaver bis auf Knochen, Knorpel, Gewebereste, Federn oder Haare aufgefressen haben. Necrobia rufipes gehört dann zu den individuenreichsten Insektenarten am Aas.
Als Mindesttemperatur für eine erfolgreiche Entwicklung werden 18 °C angenommen, es wurde jedoch die Verpuppung einer Larve bei 17 °C beobachtet, die sich im Labor zu einem Imago entwickeln konnte. Puppen findet man häufig auch im Boden unter den Leichen.
In Leichenkammern reichen wenige Minuten aus, um eine Leiche mit Necrobia rufipes zu infizieren.

## Verbreitung
Die Art ist heute weltweit verbreitet. Ursprünglich kommt sie vermutlich aus den Tropen. Das Exemplar für die Erstbeschreibung stammt aus Suriname in Südamerika und trägt den französischen Namen „Clairon exotique“, also „exotischer Buntkäfer“. Olivier gibt 1795 als Fundorte Südfrankreich, Senegal und Kap der Guten Hoffnung an. 1804 wurde als Verbreitungsgebiet Südfrankreich und Italien angegeben, 1804 wurde die Art aus London als „gewöhnlich selten, in manchen Jahren häufig“ gemeldet. Die Anwesenheit in Australien und den USA wird durch Verschleppung erklärt. Innerhalb Mitteleuropas ist die Fortpflanzung im Freien in kühleren Gebieten unwahrscheinlich, der Käfer wird jedoch immer wieder neu eingeschleppt.